# Iglesia de San Lázaro (Rímac)
La iglesia de San Lázaro es un templo católico ubicado en el distrito de Rímac, en la ciudad de Lima, capital del Perú. Construida en 1586, fue la primera iglesia levantada en el área. Desde entonces ha sido varias veces reconstruida tras los destrozos dejados por los diversos terremotos del Perú. Se encuentra en la cuadra cinco del jirón Trujillo, en el cruce con la Avenida Francisco Pizarro.

## Historia
La iglesia se encuentra en una zona cercana al río Rímac ocupada desde tiempos prehispanos. El arrabal que se formó a su alrededor estaba ocupado por indios, negros, enfermos, frailes y viajeros. La primera construcción que hubo en el lugar fue un leprosario abierto hacia 1563 por Antón Sánchez en el camino de Trujillo. Luego, con la autorización del virrey Conde de Nieva y del arzobispo Jerónimo de Loayza, Sánchez construyó el hospital y la iglesia de San Lázaro.
El conjunto adoptó el nombre de San Lázaro por cuenta de Lázaro de Betania, el patrono de los enfermos y leprosos. Desde 1586 hasta principios del siglo el distrito de Rímac se llamó barrio de San Lázaro debido a la existencia del templo.
Durante el terremoto de Lima y Callao de 1586 el conjunto sufrió daños catastróficos. En 1606 la hermandad de San Lázaro reconstruyó el hospital y en 1626, la iglesia. Los terremotos de 1687, 1690 y sobre todo el de 1746 dejaron nuevamente en ruinas el hospital y la iglesia. El 23 de abril de 1758 se inauguró una nueva sede del hospital,  que funcionó allí hasta 1822.
Entre las imágenes de devoción que se guarda en este templo destaca la de Nuestra Señora del Buen Suceso, que se encuentra desde antiguo en la hornacina principal del retablo mayor. Su origen es incierto. Sin embargo su advocación nos remite a la Virgen venerada en el monasterio de las Concepcionistas de la ciudad de Quito (Ecuador), desde donde debió irradiar su devoción hasta Lima.
El templo fue elevado a la categoría de parroquia en 1736. Con excepción de la torre, el templo que había en ese entonces es el mismo de la actualidad.

## Arquitectura
La iglesia y su atrio marcan una pequeña curva en el jirón Trujillo, de modo que el templo cierra la visual que comienza en el Puente de Piedra. De no ser por esto, se podría divisar la Alameda de los Descalzos.
El templo ha sido modificado varias veces y queda muy poco de la antigua iglesia de estilo colonial.  La portada original es obra de Juan Martínez de Arrona, que también es el autor de la traza de la portada de la Catedral de Lima. En el frontis hay un portón de madera con clavos de bronce; sobre la cual hay un altorrelieve en bronce y un nicho con una escultira de San Lázaro.
Su cubierta está compuesta por una bóveda de cañón que concluye en una cúpula. La iglesia tiene una planta en forma de cruz latina con tres naves y capillas laterales.
La torre campanario original se cayó en 1881 y fue reconstruida a finales del siglo XIX. En su interior hay siete campanas.

## Galería

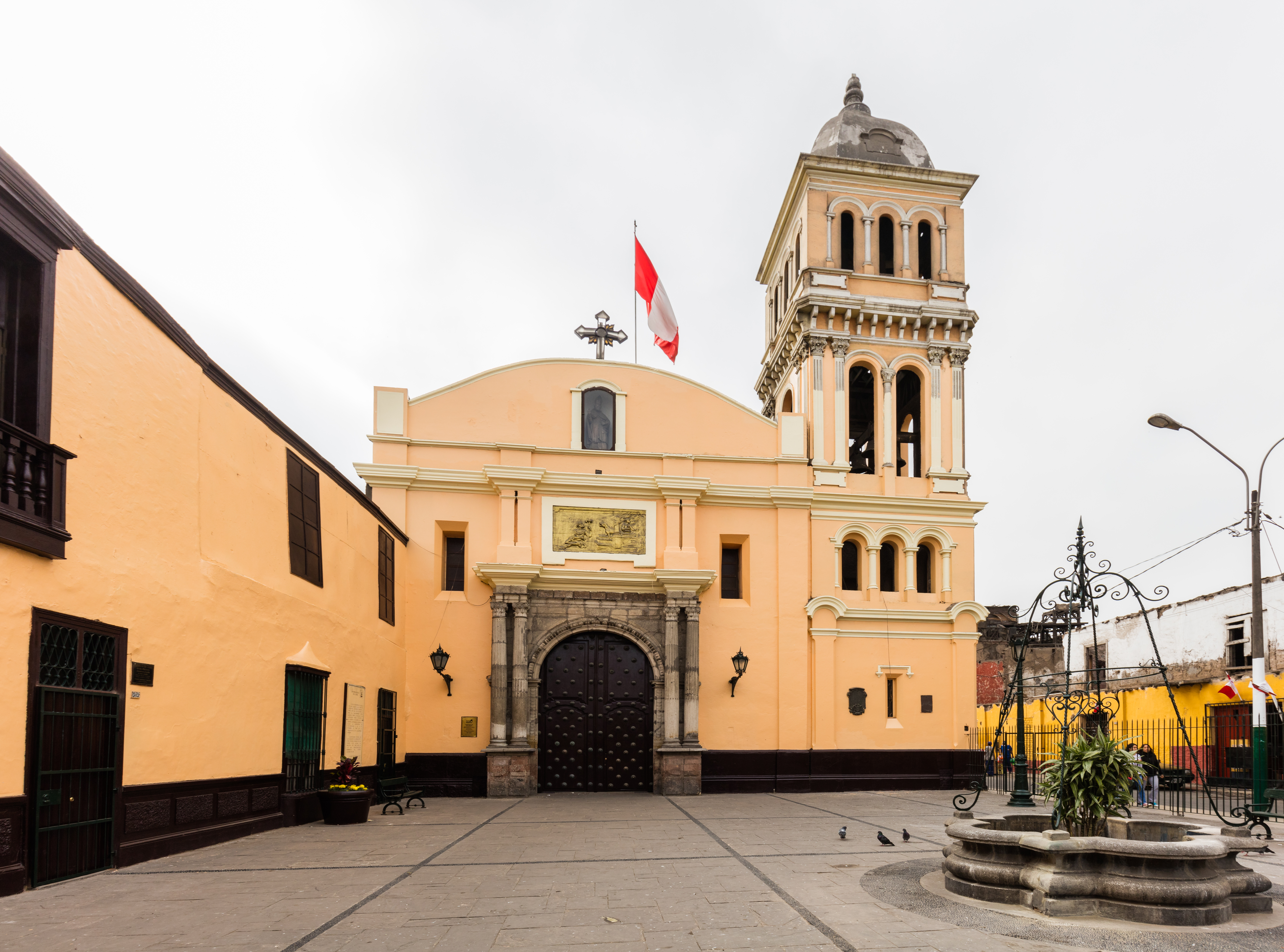
La fachada con el atrio
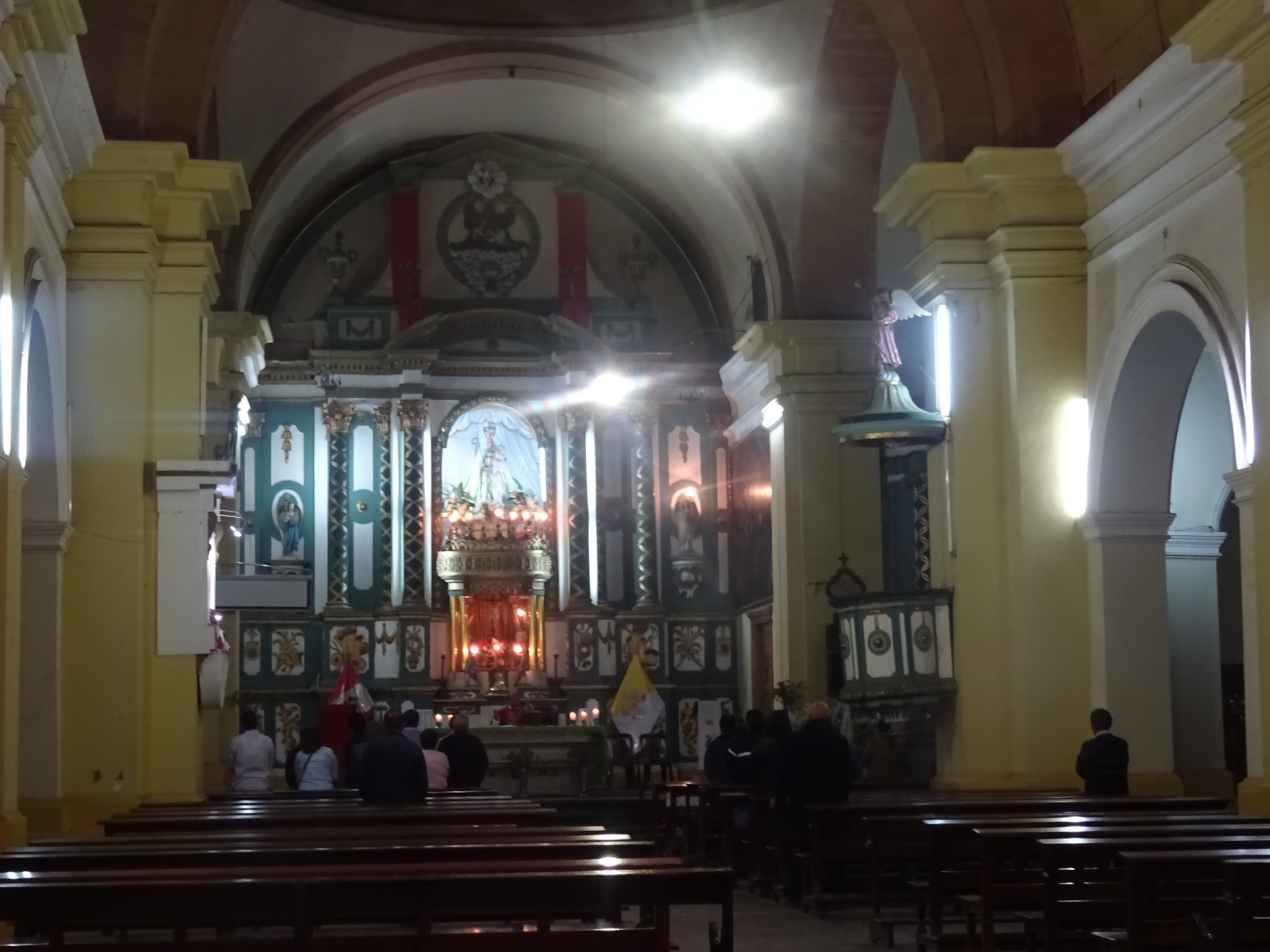
Interior del templo